# Garde de nuit
 (août 2022).
La Garde de nuit (terme original : Night's Watch) est, dans la saga Le Trône de fer écrite par George R. R. Martin, une organisation militaire existant depuis plusieurs milliers d'années (au moins depuis 8 000 ans). Elle est chargée de la défense de la frontière Nord des Sept Couronnes, et en particulier du Mur.

## Place au sein des Sept Couronnes
La Garde de nuit est un ordre neutre qui est tenu de ne jamais prendre parti au sein des conflits politiques internes aux Sept couronnes. Tout Frère juré ayant prononcé ses vœux ne peut dès lors plus quitter le noir, la désertion étant punie de mort.

## Membres de la Garde de nuit
Les membres de la Garde de nuit sont appelés « Frères jurés » ou « Frères noirs ». Les frères de l'ordre sont ironiquement surnommés « corbeaux » ou « corbacs » en raison de la couleur noire de leur tenue, en particulier par les sauvageons.
Si certains ont rejoint volontairement la Garde de nuit, beaucoup sont des délinquants ayant préféré « prendre le noir » plutôt que subir la mort (pour les criminels), la castration (pour les violeurs) ou l'emprisonnement. La Garde de nuit est aussi le refuge de vagabonds ou de mendiants, mais est aussi à l'opposé le refuge de certains « nobles bâtards » nés hors mariage (c'est le cas notamment de Jon Snow), ou de personnes dont on ne veut plus dans diverses cours (Samwell Tarly).
Ils sont entièrement vêtus de noir et ont fait vœu de ne pas prendre femme, de ne pas avoir d'enfant et de ne pas avoir de possessions matérielles.
Ils sont répartis en trois ordres aux fonctions différentes :
- les Patrouilleurs, combattants qui forment l'essentiel de la Garde et chargés de la protection matérielle du mur et d'incursions en territoire des Sauvageons. Le Premier Patrouilleur au début de la saga est Benjen Stark. À la suite de sa disparition, c'est Ser Jaremy Rykker qui assure le commandement de facto. Il est toutefois tué et Thoren Petibois se propose pour le remplacer. Cette proposition est refusée mais Thoren dirige les Patrouilleurs de façon officieuse. Thoren est lui aussi tué et le lord-commandant Jon Snow choisit Jack Bulwer à sa place.
- les Ingénieurs, chargés de maintenir le Mur et les infrastructures en bon état. Le Premier ingénieur au début de la saga est Othell Yarwyck
- les Intendants, qui assurent le ravitaillement et la logistique. Le lord-intendant au début de la saga est Bowen Marsh

La Garde de nuit est dirigée par un lord-commandant, qui présente la particularité d'être élu aux deux tiers des suffrages par les membres de la Garde à la mort de son prédécesseur. Lorsque la saga commence, la Garde de Nuit comprend environ un millier de membres ; Jeor Mormont est le 997e lord-commandant depuis la création de l'ordre.

## Forteresses de la Garde de nuit
La Garde de Nuit occupe trois forteresses situées le long du Mur :
- Châteaunoir (commandant de garnison : Jeor Mormont),
- Fort-Levant (commandant de garnison : Cotter Pyke),
- Tour Ombreuse (commandant de garnison : Denys Mallister),

Il existe une vingtaine de forteresses le long du mur mais seules trois sont occupées en raison du manque d'effectifs.
Dans A Dance with Dragons, Jon Snow réhabilite quelques forts le long du Mur, comme Glacière. Il fait également don de Fort-Nox à Stannis Baratheon, qui a soutenu la Garde de Nuit lors de la bataille contre les Sauvageons, ou peuple libre, menés par Mance Rayder.

## Serment des Frères jurés
« La nuit se regroupe, et voici que débute ma garde. Jusqu'à ma mort, je la monterai. Je ne prendrai femme, ne tiendrai terres, ni n'engendrerai aucun enfant. Je ne porterai de couronne, n'acquerrai de gloire. Je vivrai et mourrai à mon poste. Je suis l'épée dans les ténèbres. Je suis le veilleur au rempart. Je suis le feu qui flambe contre le froid, la lumière qui rallume l'aube, le cor qui secoue les dormeurs, le bouclier protecteur des royaumes humains. Je voue mon existence et mon honneur à la Garde de Nuit, je les lui voue pour cette nuit-ci comme pour toutes les nuits à venir. »

## Quelques Frères jurés
- Lord Jeor Mormont, surnommé le « Vieil Ours », 997e lord-commandant de la Garde de nuit et ancien seigneur de la maison Mormont ayant rejoint la Garde de son plein gré en laissant la direction de sa maison à son fils, Jorah
- Jon Snow, fils bâtard  d'Eddard Stark, 998e lord-commandant de la Garde de nuit (élu quelque temps après la mort de son prédécesseur)
- Samwell Tarly, ami de Jon Snow, ancien héritier de la maison Tarly
- Mance Rayder, ancien membre de la Garde de nuit, devenu renégat et chef des Sauvageons, couronné roi d'Au-delà du Mur par les Sauvageons
- Benjen Stark, frère cadet d'Eddard Stark, Premier patrouilleur au début de la saga. Il est porté disparu au-delà du Mur
- Othell Yarwyck, le Premier ingénieur au début de la saga
- Bowen Marsh, le lord-intendant au début de la saga
- Qhorin Mimain, Edden et Vipre, compagnons de route de Jon Snow
- Mestre Aemon, arrière grand-oncle de Daenerys Targaryen, centenaire
- Yoren, recruteur de la Garde de nuit
- Ser Alliser Thorne, maître d'armes de la Garde, lord-commandant par intérim de la Garde de nuit entre la mort de Ser Jeor Mormont et l'élection de Jon Snow. Il n'apprécie guère Jon pour sa bâtardise et sa parenté avec Eddard Stark, car il a été envoyé au Mur à la fin de la Rébellion de Robert Baratheon à cause du soutien de sa maison originaire des Terres de la Couronne à la maison Targaryen.
- Thoren Petibois, un ami de Ser Alliser
- Janos Slynt, ancien Commandant du Guet de Port-Réal envoyé au Mur par Tyrion Lannister
- Jack Bulwer
- Fauvette des Sœurs
- Donal Noye
- Emmett en Fer